# アミー漁
『アミー漁』（アミーギョ）は、2006年4月にセガから発売されたメダルゲームである。

## 概要
筐体中央に巨大スクリーンがある。スクリーン上を泳いでいる魚を捕獲し、漁獲量を貯めてゲームを進める。100kg貯める毎に大漁スロットに挑戦でき、そこでパールを10個集め、ジャックポットチャンスを目指す。サテライトは6箇所あり、プレイ人数は1〜12人である。

## 遊び方
1. 第○網漁丸(あみーぎょまる)と表現される、それぞれのサテライトには2つのダイヤルが付いており、回すことによって網を投げる方向を変える。
2. メダルを入れると向いた方向に一回網を投げる。その中に魚が入れば捕獲となり漁獲量がアップする。大型魚の場合は3回当てなければ捕獲できないが、漁獲量もその分多く（5kg）加算される。なお連続捕獲するなどの役を達成した場合、漁獲ボーナスが加算される。
3. 魚を捕獲するとスロットが回転し、揃うとボーナスが発生する。スロットの保留は最大20回で、それ以上貯めた場合は当確抽選を行う。当選すると保留の中の1回が当確となる。また捕獲した際に電撃が走るとメダルクリオネまたはメダルクラゲが発生する。
4. 漁獲量100kg毎に、大漁スロットに挑戦できる。ここではジャックポットへのステップとなるパールを獲得することができる。
5. パールを10個獲得するとジャックポットチャンスへ進む。ボールによる抽選が行われ、指定した場所に入ればエクストラジャックポットチャンスに発展する。

これらを繰り返し行う。

## ボーナス
スロットが揃う、または捕獲した魚に電撃が走るとボーナスが発生する。

### スロットが揃うことで獲得
メダル5枚
メダル5枚払い出し
メダル10枚
メダル10枚払い出し
Vチャンス
課題が提示され、成功すると30枚獲得となる。課題は魚の漢字読みや生態といった知識系から一発捕獲などといった技術系などがある。
パールチャレンジブロンズ
その場でパールチャレンジに挑戦できる。内容は大漁スロットのものとは異なり、パール1個が2つ、メダル5枚、お得マグロ、ダブル漁獲が1つずつである。
お得マグロは、3枚で捕獲でき、1匹あたり10kgの漁獲量を獲得できるマグロが自分のエリアに出現する。
ダブル漁獲は、その名の通り漁獲量が2倍になる。
お得マグロ、ダブル漁獲は次の大漁スロット開始まで継続する。

### 電撃が走ることで獲得
メダルクリオネ
自分のエリアにメダルクリオネが数匹発生し、捕獲することでメダルを得ることができる。1匹につき10枚の配当。
メダルクラゲ
自分のエリアにメダルクラゲが1匹発生する。クラゲに当てると5枚の配当かクラゲが分裂する。最低でも70枚の配当。運が良ければ数百枚単位の配当も見込める。なおメダルクラゲ出現中は、他の魚は出現しない。

## 大漁スロット
漁獲高が100kg達成するたびに大漁スロットに突入する。
大漁スロットの流れ
1. ハコフグが10匹登場するので捕獲していく。捕獲するほどやる気が上がり、スロット当選率や高ランクの出目が出やすくなる。
2. スロットの出目が揃った場合はパールチャレンジとなる。パール、またはコインが貝の中に入りシャッフルされるので目で追いかけた後1つの貝を選択し貝の中身を獲得する。
3. 1回の大漁スロットで3ラウンド行う。途中で10個パールが集まりJPチャンスになった場合は終了後残りのラウンドを行う。

出目と内容
高ランクほどシャッフルの回数が増え、難しくなる。但しパールを取りこぼし続けるとシャッフルの速度が遅くなる。
- ブロンズ パール1個が2つとメダル5枚が3つ。一番出やすく難易度も低い。
- シルバー パール2個が2つ、1個が1つ、メダル5枚が1つ、メダル5枚またはブラックパールが1つ。
- ゴールド パール3個と2個が2つずつ。パール1個またはブラックパールが1つ。ブラックパールが出ない場合、最低でも1個は獲得できる。

ブラックパール
シルバーチャレンジ以上で登場するブラックパールを獲得すると中身が割れその中にあるアイテムを獲得する。
中身はメダル5枚、50枚、100枚。パール1個、4個、6個、8個。

## JPチャンス
パールを10個獲得するとJPチャンスとなり、通常フィールドのスクリーンがオープンしクルーン抽選機構が現れる。
クルーンが回転し入ったところの枚数を獲得。EXに入ればEXJPチャンスに進むことができる。
穴は6箇所あり初期状態では100枚が3箇所、150枚が2箇所、EXJPが1箇所だが、EXJPのポケットが最大4箇所増える場合がある（150枚のポケットから優先的に変化）。
玉手箱
JPチャンス、またはEXJPチャンス中はフィールドを鯛が回っており1匹捕獲することで玉手箱を1つ手に入れる事が出来る。鯛は非常に耐久力が多いが、点滅しているものは1回当てることで捕獲できる。
JPチャンス終了後開封し中に入っていたメダルを獲得する。

## EXJPチャンス
JPチャンスでEXJPの穴に入ると（EXJP確定の場合はその時点で）EXJPチャンスへ進む。スロットで挑戦するゲームが決められた後クルーンを使い配当を決定する。
シンプル1000
150枚の穴が5つ。1000枚の穴が1つ。特別ルール無しのシンプルなジャックポット。期待値は低めだが、最低150枚はEXJPでも高い方に属し、さらに高い確率で1000枚を手に入れられるEXJP。
連チャンアリ～ナ
100、150、200枚の穴が2つずつ。またフィールドの半分が連チャンゾーンと確定ゾーンに分かれる。穴に入った枚数を獲得できるがその際確定ゾーン内で止まればその時点の枚数で配当が決定。連チャンゾーン内で止まれば獲得した枚数が積み立てられもう1度抽選となる。獲得枚数が1000枚を超えると連チャンゾーンが消滅しラストゲームとなる。最大枚数は1350枚（950枚から連続で200枚の穴に入ることで成立）。
倍率アリ～ナ
150、200枚の穴が3つずつ。ゾーンは1倍ゾーン、2倍ゾーン、3倍ゾーンに三等分されている。入った枚数×止まったゾーンの倍率が配当となる。最高でも600枚とEXJPの中では1番少ないがその分波が荒くなく安定した配当となる。
6倍チャレンジ
倍率アリ～ナ、天国と地獄とは逆に、1倍～6倍の穴と、三等分された50枚ゾーン、100枚ゾーン、150枚ゾーンがある。入った穴の倍率×止まったゾーンの枚数が配当となる。期待値は倍率アリ～ナと同じだが、最高900枚、最低50枚と波は荒めである。
トリプルナンバーズ
それぞれの穴に1～6の数字が振られている。抽選は1の位、10の位、100の位の順に行われ、そこで決まった3桁の数字がそのまま配当となる。EXJPの中では、シリーズを通して唯一配当が10の倍数にならない。必ず複数回の抽選が発生する唯一のゲームでもある。
倍倍チャレンジ
200枚、300枚、2倍の穴が2つずつあり枚数の穴に入れば枚数×その時点の倍率分の配当を獲得。倍率の穴に入れば配当の倍率がアップする。倍率は1倍から始まり1回入るごとに1倍→2倍→3倍→4倍→5倍と上がり、5倍に入った後は2つの穴がそれぞれ200枚と300枚になり最後の抽選を行う。期待値は比較的高く、最低200枚は全EXJPの中で最高枚数。
天国と地獄
100枚と200枚の穴が3つずつ。ゾーンは天国ゾーンと地獄ゾーンに半分ずつ分かれている。入った枚数×止まったゾーンの倍率が配当となるが、天国ゾーンで止まれば配当は10倍。しかし、地獄ゾーンで止まれば配当は0.5倍という非常にハイリスクハイリターンなEXJP。最大枚数の2000枚、期待値の787.5枚は全EXJPの中で最高枚数。

## 巨大魚イベント
全サテライト共通イベントであり、最低3つのサテライトがプレイしている状態で発生する。イベント発生時に稼動していたサテライトのみ参加でき、それ以外のサテライトはメダルの投入自体ができなくなる。
フィールド上に出現した巨大魚に網を当てることで体力を減らし、0にすると捕獲成功である。
捕獲後、網を当てた回数とクルーンによる抽選の結果に応じてメダルが分配される。穴の内容は1位独占が3つ、2位まで山分けが2つ、みんなで山分けが1つである。
賞金となるメダルは、初期状態では240枚だが、捕獲に失敗した場合はキャリーオーバーされ、次回の賞金が240枚増加する。